# Moropus
Moropus (що означає «повільноногий») — викопний рід непарнопалих ссавців, які належали до родини халікотерієвих. Вони були ендеміками Північної Америки під час міоцену з ~20,4—13,6 млн років тому. Найближчими родичами моропуса, що збереглися до наших днів, є інші непарнопалі.

## Опис

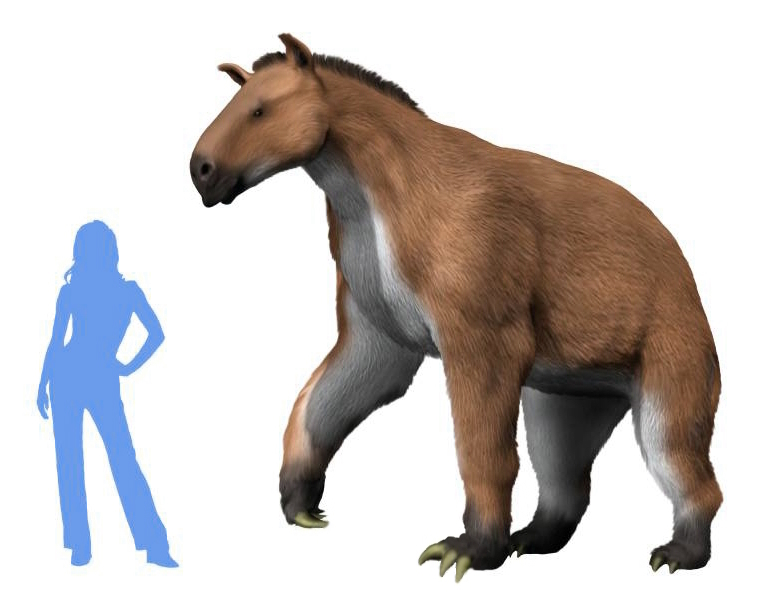
Порівняння розмірів M. elatus з людиною

Як і інші халікотери, вони відрізнялися від своїх сучасних родичів великими кігтями, а не копитами на передніх лапах; ці кігті, можливо, використовувалися для захисту або копання їжі. Моропус був одним із найбільших халікотерій, він мав приблизно 2,4 м у висоту в плечах. Три сильно стиснуті копита, схожі на кігті, на кожній нозі були розділені посередині. Назва Moropus перекладається як «повільна (або лінива) нога», що означає, що він був незграбним. Однак зчленування фалангових кісток (пальців) на додаток до ймовірної наявності великих стоп і подушечок пальців показує, що Моропус, ймовірно, міг злегка підіймати кігті, щоб дозволити йому рухатися досить плавно. Стислі з боків кігті, менш міцні суглоби пальців і великий розмір припускають, що він не ходив, як інші халікотери. Швидше, вони мали пальцеподібну позицію та підіймали свої кігті за рахунок гіперрозгинання фалангового гачка.

## Поширення видів
- M. elatus — Колорадо, Небраска
- M. hollandi — Вайомінг, Небраска
- M. merriami — Невада, Небраска
- M. oregonensis — Орегон, Техас, Флорида

## Галерея

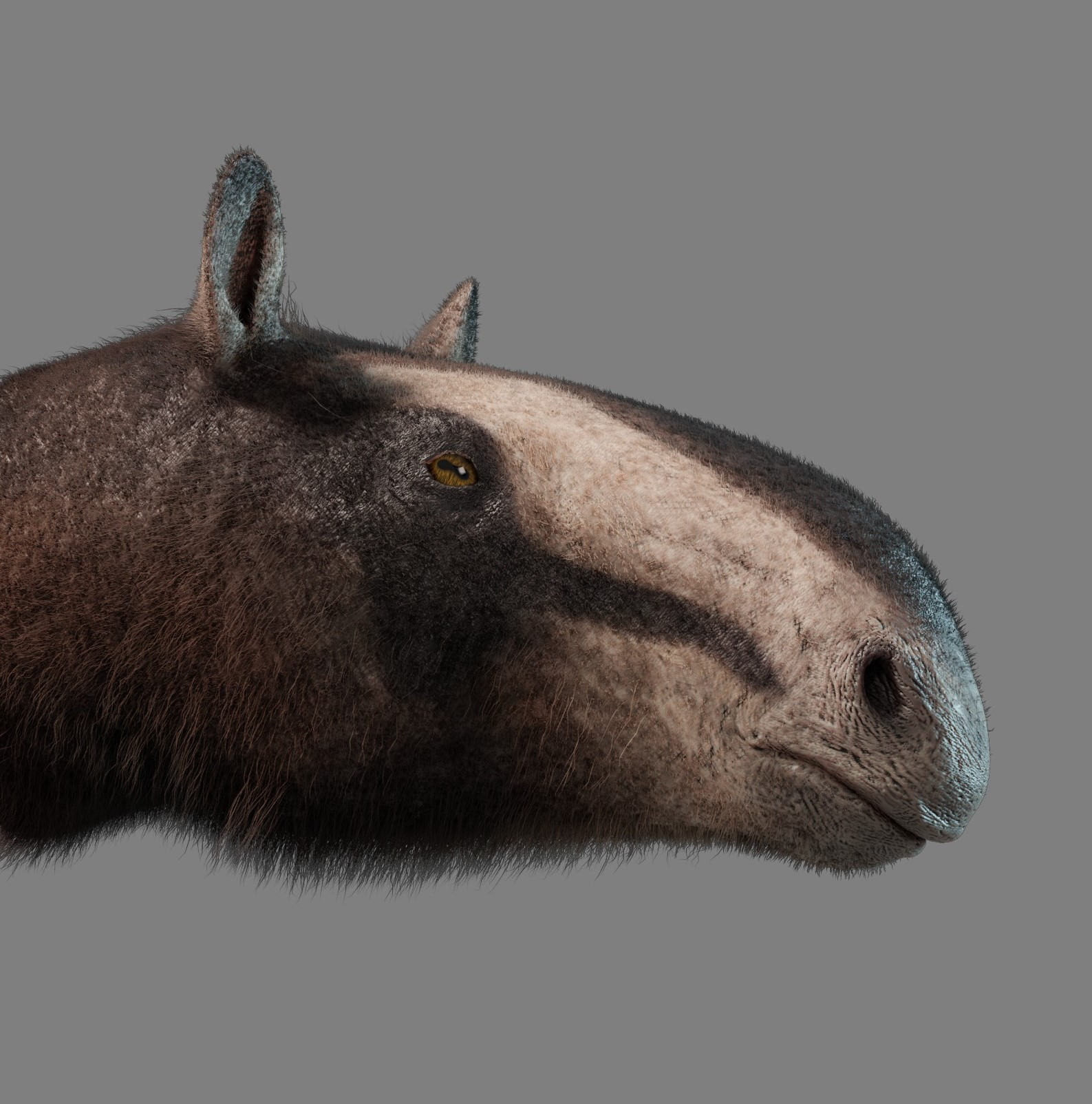
Реконструкція голови M. elatus
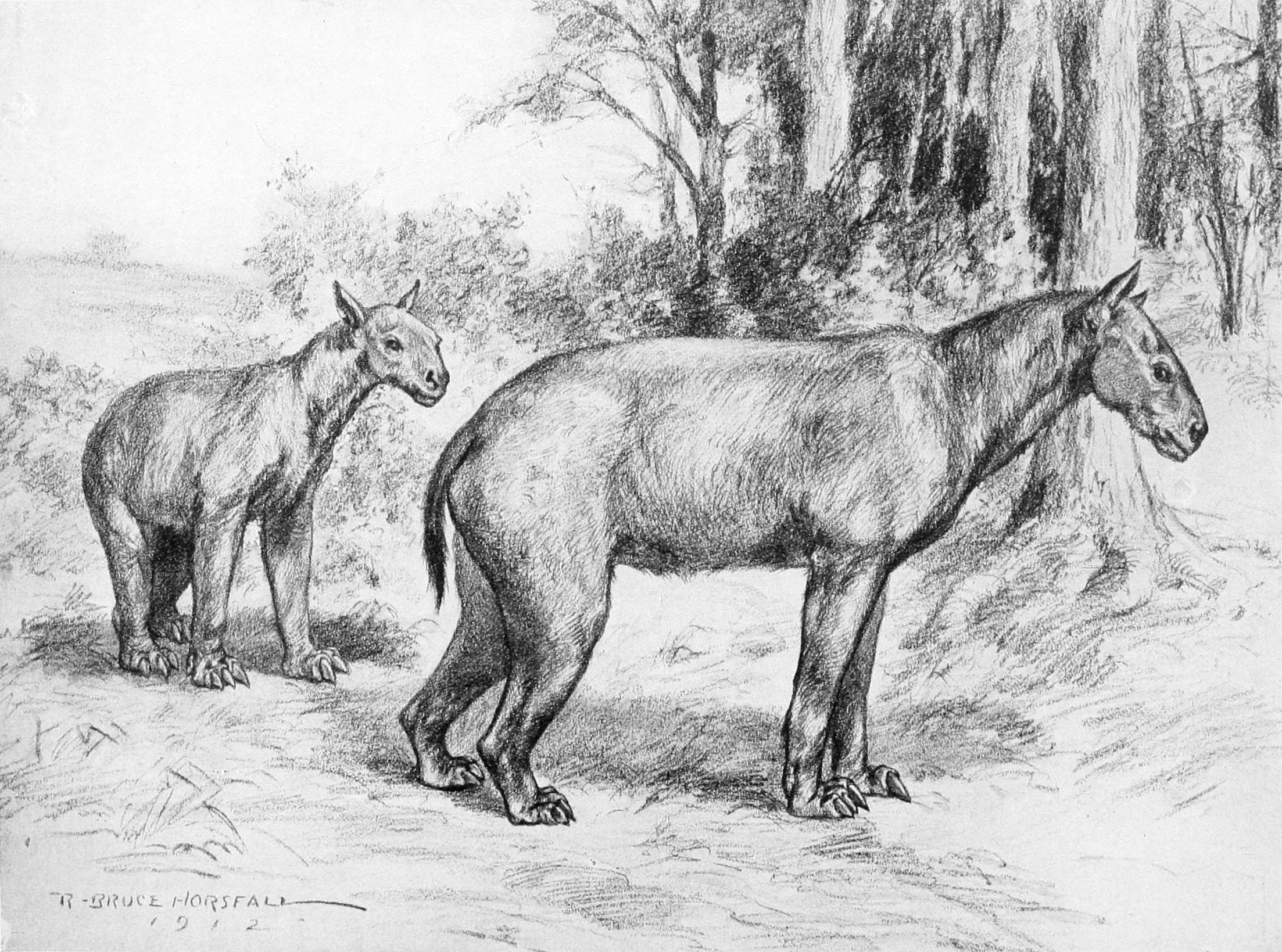
Реконструкція M. elatus Робертом Брюсом Хорсфоллом